# Danny Drinkwater
Daniel Noel Drinkwater (Mánchester, Inglaterra, Reino Unido, 5 de marzo de 1990), más conocido como Danny Drinkwater, es un exfutbolista inglés que jugaba como centrocampista.

## Trayectoria

### Manchester United
Nacido en Mánchester, se unió a la academia del Manchester United a la edad de nueve años, avanzando de categoría antes de obtener un contrato de aprendiz en julio de 2006. En su primera temporada en el club, Drinkwater se convirtió habitual en el equipo sub-18 de Manchester United, jugó en 27 partidos y marcó dos goles. Recibió su primera muestra de la acción del equipo de reserva esa misma temporada, saliendo de la banca para reemplazar a Ritchie Jones en una victoria por 5-2 en la Premier Reserve League en casa ante el Wigan Athletic. La siguiente temporada, Drinkwater consolidó su posición en la selección sub-18 al tiempo que aumentaba su presencia en las reservas. En la final de la Copa Senior de Lancashire de 2008 contra el Liverpool el 31 de julio de 2008, Drinkwater sustituyó a Rodrigo Possebon en el minuto 56 antes de marcar el gol de la victoria a tres minutos de terminar el partido. En la temporada 2008-09, Drinkwater era habitual en el equipo de reserva, jugando 18 partidos y llegando a la planilla dos veces. 
Al final de la temporada, fue llamado al primer equipo del Manchester United para jugar un partido contra el Hull City el 24 de mayo de 2009. Estuvo en el banquillo, pero no salió al campo.

#### Préstamos
Para ganar experiencia en el primer equipo, el 14 de agosto de 2009, Drinkwater se unió al Huddersfield Town en calidad de préstamo durante la temporada 2009-10. Hizo su debut con el club al día siguiente, entrando en el minuto 72 por Gary Roberts en la victoria por 3-1 en casa ante Southampton. Su primer gol con Huddersfield llegó tres días después en la victoria en casa por 7-1 sobre Brighton & Hove Albion, cinco minutos después de entrar como suplente en el minuto 64. Salió por primera vez como titular para Huddersfield en una derrota por 1-0 frente a Bristol Rovers el 22 de agosto.
El 8 de julio de 2010, el Manchester United acordó que Drinkwater pasara una temporada a préstamo en el Cardiff City. Como estaban bajo un embargo de transferencia en ese momento, Cardiff dijo que la medida se completaría una vez que se hubiera levantado. La medida se confirmó finalmente el 6 de agosto de 2010, una vez que se eliminó el embargo. El debut competitivo de Drinkwater con Cardiff fue dos días después, en un empate 1-1 en casa con Sheffield United en el día inaugural de la temporada 2010-11 de la English Football League.
A pesar de que el préstamo originalmente estaba previsto para toda la temporada, el Manchester United retiró la cesión a Drinkwater el 25 de enero de 2011. Durante su tiempo en Cardiff, Drinkwater jugó 12 partidos, incluidas nueve en The Champinoship.
Solo tres días después de su regreso al Manchester United, Drinkwater fichó por el Watford el 28 de enero de 2011 cedido hasta el final de la temporada.
El 23 de agosto de 2011, Drinkwater se unió a Barnsley en calidad de préstamo hasta el 2 de enero de 2012, que luego se extendió hasta el 30 de junio de 2012. Hizo 17 apariciones en el campeonato para los Tykes, anotando en una derrota por 5-3 ante su antiguo equipo. Cardiff City el 22 de octubre.

### Leicester City
El 20 de enero de 2012, Drinkwater se unió al Leicester City procedente del Manchester United por un precio no revelado.
Después de ser nombrado Jugador del mes de la EFL Championship en diciembre de 2013, también fue uno de los tres jugadores que recibieron una nominación para el Premio al Jugador del Año de The Championship. Drinkwater tuvo su año más exitoso como profesional, anotando siete goles y siendo nombrado al Equipo del Año del Campeonato de la PFA junto a sus compañeros Kasper Schmeichel y Wes Morgan, ya que Leicester fue ascendido a la Premier League después de ganar The Championship. El 17 de junio de 2014, Drinkwater firmó un nuevo contrato de cuatro años con Leicester después de ayudar a los Foxes a ganar el ascenso a la Premier League por primera vez en diez años.
Drinkwater jugó de manera regular cuando los Foxes ganaron el título de la Premier League en 2015-16, junto con sus compañeros de mediocampo N'Golo Kanté, Marc Albrighton y Riyad Mahrez. Marcó su primer gol en la máxima categoría el 23 de enero de 2016, que inició la victoria por 3-0 sobre Stoke City en el King Power Stadium.
El 25 de agosto de 2016, Drinkwater renovó con el club hasta 2021.

### Chelsea
El 1 de septiembre de 2017, Drinkwater firmó con el Chelsea, campeón de la Premier League, con un contrato de cinco años, por una tarifa de £35 millones. Debido a una lesión en el muslo que lo descartó anteriormente, hizo su debut el 25 de octubre en los octavos de final de la Copa EFL, jugando una hora de la victoria en casa por 2-1 sobre el Everton. Drinkwater jugó su primer partido en la Premier League para los Blues en un empate 1-1 contra el Liverpool en Anfield el 25 de noviembre. El 30 de diciembre, marcó su primer gol para el Chelsea, una media volea bien ejecutada, en la victoria en casa por 5-0 sobre el Stoke City. Su primera temporada en el Chelsea hizo 22 apariciones en todas las competiciones, incluidas cuatro en la campaña triunfal de la FA Cup de los Blues. Sin embargo, la lesión significó que Drinkwater no participara en la final, contra su antiguo club, el Manchester United.
Con la llegada del nuevo entrenador Maurizio Sarri, Drinkwater no hizo apariciones en la liga en la temporada 2018-19. Su única aparición en todas las competiciones fue durante la Community Shield 2018 contra el Manchester City en agosto de 2018.

#### Préstamos
Drinkwater fichó por el Burnley F. C. de la Premier League el 8 de agosto de 2019 cedido hasta el 6 de enero de 2020. Hizo su debut en el Burnley el 28 de agosto de 2019, en una derrota por 3-1 en la Copa de la Liga ante el Sunderland.
El 31 de agosto de 2019, presuntamente fue atacado fuera de un club nocturno, lo que provocó lesiones y dos semanas de inactividad. No hizo su debut en la liga hasta el 3 de diciembre, en una derrota por 4-1 ante el Manchester City. Drinkwater no pudo regresar al equipo después de ese juego, y el 3 de enero de 2020, el entrenador de Burnley, Sean Dyche, confirmó que Burnley no extendería su préstamo y que regresaría al Chelsea.
El 7 de enero de 2020 fichó por el Aston Villa cedido hasta final de temporada. El gerente de Aston Villa, Dean Smith, observó a Drinkwater entrenar con el equipo antes de confirmar su préstamo. Smith declaró que confiaba en que Drinkwater había dejado atrás los problemas que habían afectado su préstamo anterior y que estaría listo para cubrir al lesionado John McGinn. El 11 de marzo, se le dijo a Drinkwater que abandonara el campo de entrenamiento de Aston Villa luego de un altercado con su compañero de equipo Jota, en el que, según los informes, Drinkwater le dio un cabezazo al jugador.
No se le asignó un número de equipo para la temporada 2020-21, y su número anterior se asignó al nuevo fichaje Thiago Silva. En una entrevista con The Telegraph en septiembre de 2020, habló de sus problemas fuera del campo y declaró su deseo de volver a encarrilar su carrera, incluida la posibilidad de jugar en el extranjero, algo que sucedió en enero de 2021 cuando se marchó a Turquía para jugar cedido en el Kasımpaşa S. K. hasta el mes de junio. En agosto acumuló una nueva cesión, esta vez en el Reading F. C. Después de este último periodo de préstamo quedó libre al expirar su contrato.
Tras un año y tres meses sin conseguir club, el 30 de octubre de 2023 anunció su retiro como futbolista profesional.

## Selección nacional
Drinkwater hizo su debut con la selección inglesa sub-18 en su victoria por 2-0 sobre Ghana, donde marcó el segundo gol del partido. Su segundo partido internacional sub-18 llegó en una victoria por 2-0 sobre Austria.
También jugó con la selección inglesa sub-19 entre 2008 y 2009. Su primera aparición fue en su partido contra Albania el 8 de octubre de 2008. Su última aparición con la selección inglesa sub-19 fue contra Ucrania el 2 de agosto de 2009 
Fue convocado para la selección absoluta de Inglaterra por primera vez el 17 de marzo de 2016, antes de los amistosos contra Alemania y Países Bajos. Hizo su debut 12 días después en el último partido con una derrota por 2-1 en el estadio de Wembley en el que fue el hombre del partido. Drinkwater fue incluido en el equipo provisional de 26 hombres de Roy Hodgson para la Eurocopa 2016, pero fue uno de los tres jugadores eliminados para la selección final.

## Vida personal
En abril de 2019 fue acusado de conducir bajo los efectos del alcohol después de estrellar su Range Rover contra una pared en Mere, Cheshire. Había otros dos pasajeros en el automóvil en el momento del accidente, quienes fueron tratados por heridas leves. Drinkwater compareció en el Tribunal de Magistrados de Stockport el 13 de mayo, donde se declaró culpable de conducir bajo los efectos del alcohol y recibió una prohibición de conducir de 20 meses.
En septiembre de 2019, Drinkwater fue atacado afuera de un club nocturno de Mánchester, supuestamente luego de una disputa con el también futbolista Kgosi Ntlhe, que resultó en un daño en el ligamento del tobillo.

## Clubes
| Club                                | País       | Año       |
| ----------------------------------- | ---------- | --------- |
| Manchester United F. C.             | Inglaterra | 2009-2012 |
| Huddersfield Town A. F. C. (cedido) | Inglaterra | 2009-2010 |
| Cardiff City F. C. (cedido)         | Inglaterra | 2010-2011 |
| Watford F. C. (cedido)              | Inglaterra | 2011      |
| Barnsley F. C. (cedido)             | Inglaterra | 2011-2012 |
| Leicester City F. C.                | Inglaterra | 2012-2017 |
| Chelsea F. C.                       | Inglaterra | 2017-2022 |
| Burnley F. C. (cedido)              | Inglaterra | 2019      |
| Aston Villa F. C. (cedido)          | Inglaterra | 2020      |
| Kasımpaşa S. K. (cedido)            | Turquía    | 2021      |
| Reading F. C. (cedido)              | Inglaterra | 2021-2022 |

## Palmarés

### Títulos nacionales
| Título                       | Club                 | País       | Año  |
| ---------------------------- | -------------------- | ---------- | ---- |
| Football League Championship | Leicester City F. C. | Inglaterra | 2014 |
| Premier League               | Leicester City F. C. | Inglaterra | 2016 |
| FA Cup                       | Chelsea F. C.        | Inglaterra | 2018 |

### Títulos internacionales
| Título                 | Club          | Sede | Año  |
| ---------------------- | ------------- | ---- | ---- |
| Liga Europa de la UEFA | Chelsea F. C. | Bakú | 2019 |